# Primo & Epico
Los Matadores (voorheen bekend als Primo & Epico) is een professioneel worsteltag team werkzaam bij de WWE. Het team bestaat uit Primo/Diego (Eddie Colón) en Epico/Fernando (Orlando Colón) die in echte leven neven zijn van elkaar.

## Geschiedenis

### Primo & Epico

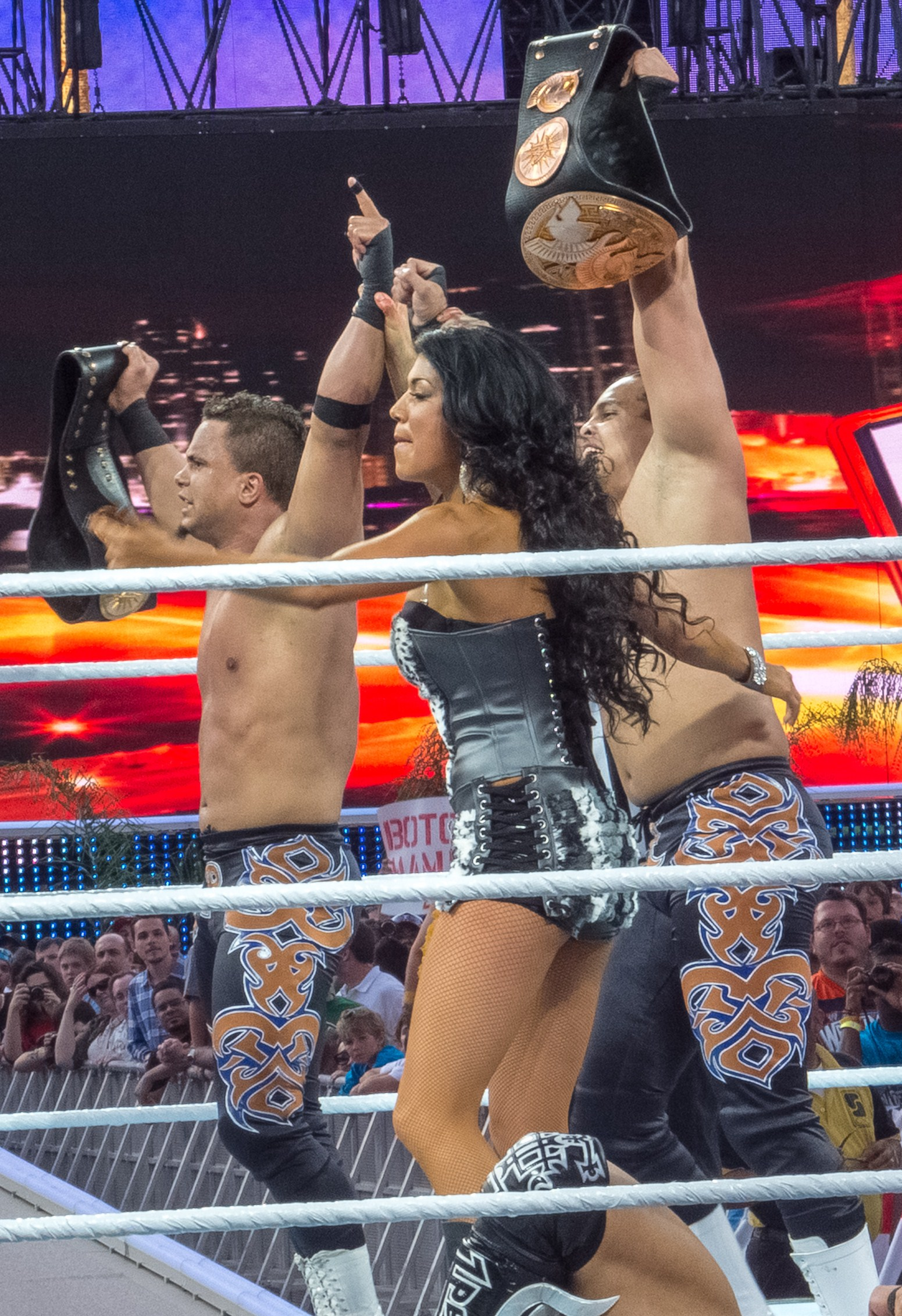
Primo, Epico en Rosa Mendes (2011 & 2012)

In november 2011 maakten Primo en Epico hun debuut op SmackDown en Rosa Mendes was de valet van het team. Al snel begonnen ze een vete met Air Boom (Kofi Kingston & Evan Bourne) om het WWE Tag Team Championship. In een Raw-aflevering op 15 januari 2012 veroverden ze de titel door Air Boom te verslaan. In een Raw-aflevering op 30 april 2012 moesten Primo en Epico de titel afstaan aan Kofi Kingston en R-Truth. Al snel werd Abraham Washington de manager van het team.
In augustus verliet Washington het team omdat zijn contract afliep en paar maanden later was Mendes maandenlang inactief vanwege persoonlijke problemen. Tussendoor worstelden ze samen verder.

### Los Matadores
In een aflevering van Raw op 30 september 2013, debuteerden Primo en Epico als Diego en Fernando, twee Spaans gemaskerde toreros, en worstelden voortaan als de Los Matadores met El Torito als hun mascotte. 

## In het worstelen
- Epico's finishers
  - Backstabber
  - Orlando's Magic - FCW
  - Tilt-a-whirl DDT - FCW

- Primo's finishers
  - Backstabber

- Opkomstnummers
  - "Barcode" van Jack Elliot (WWE; 17 november 2011 – 28 juni 2012)
  - "Enchanted Isle" van Jim Johnston (WWE; 13 juli 2012 - heden)

## Prestaties
- WWE
  - WWE Tag Team Championship (1 keer)